# Sergio Matto
Sergio Armando Matto Suárez, né le 13 octobre 1930, à Las Piedras, en Uruguay, est un ancien joueur uruguayen de basket-ball.

## Palmarès
- 3e des Jeux olympiques 1952
- 3e des Jeux olympiques 1956
- Champion d'Amérique du Sud 1953
- Champion d'Amérique du Sud 1955
- Finaliste du championnat d'Amérique du Sud 1958